# Chiesa di San Salvatore (Terni)

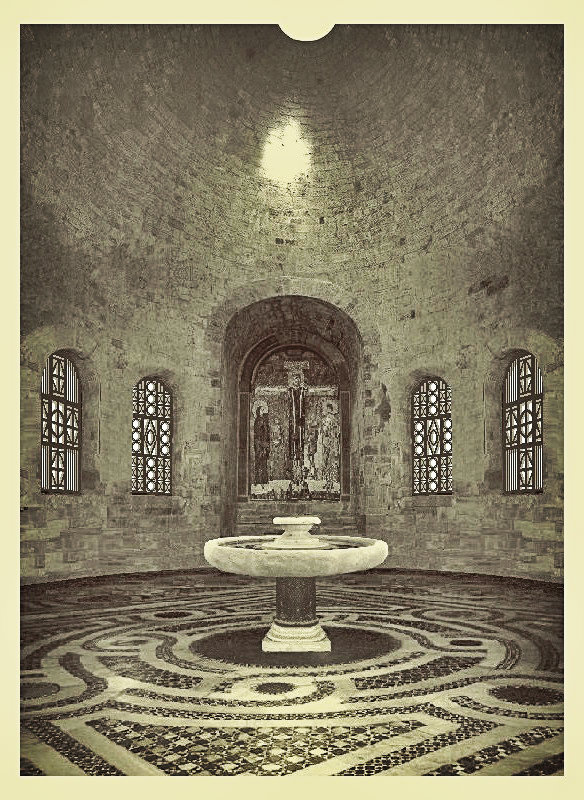
L'interno della rotonda nel progetto di restauro di Arnaldo Dell'Ira. Fotomontaggio, 1941.

La chiesa di San Salvatore è un edificio religioso di Terni.

## Storia
Si trova nei pressi di Palazzo Spada sede del Comune di Terni, ed è citata per la prima volta in un documento del 1047 tra le proprietà dell'Abbazia di Farfa come "cella Sancti Salvatoris in civitate".
L'edificio è composto da due diversi volumi che si intersecano:
1. il corpo longitudinale, a due campate quadrate coperte con volte a crociera e illuminate da piccole monofore strombate, che si innesta nella "rotonda" e sembra trapassarla prolungandosi nell'abside rettangolare coperta a botte;
2. la "rotonda" cilindrica e coperta a cupola, l'elemento dominante del complesso, alla cui base si aprono otto grandi finestre ad arco a tutto sesto, di proporzioni ancora romane piuttosto che romaniche, oltre ad un oculo circolare al sommo della cupola, come nel Pantheon di Roma. Per la compenetrazione dei volumi che lo caratterizza, è infatti proprio il Pantheon il modello imitato dal San Salvatore, per quanto nelle forme rustiche e di piccole dimensioni tipiche dell'Alto Medioevo.

La chiesa non ha ancora ricevuto una datazione unanimemente accettata (sec. XI?) a causa dell'eterogenea realizzazione delle parti che la compongono e che vengono attribuite a epoche diverse: più antica la rotonda (forse del sec. V) e più recente il corpo longitudinale (sec.XII), mentre il coronamento ad archetti della facciata è frutto di un restauro moderno.
La chiesa è conosciuta dalla cittadinanza anche come Tempio del Sole. Quest’ultimo toponimo è legato all’antica tradizione che vede l’edificio odierno costruito al di sopra di un antico tempio dedicato al Sole, cosa che non è stata mai provata da evidenze archeologiche .Gli scavi condotti tra il 1909 e il 1968 hanno accertato solamente che l'edificio è costruito su di un'area già occupata da costruzioni di epoca romana databili intorno al sec. I d.C., costituite da una "domus" e da ambienti adibiti a funzioni termali.  Soprattutto interessante  -  per la continuità che rivela  -  è il fatto che la rotonda circoscrive un ambiente antico conservandone l'orientamento e utilizzandone, per quanto ad un diverso livello, anche l'ingresso.
In epoche più recenti sul fianco sinistro del corpo longitudinale sono state aggiunte la cappella Manassei (sec. XIV) e la cappella Filerna (sec. XVII), oggi sacrestia, entrambe decorate da affreschi.

## Galleria d'immagini

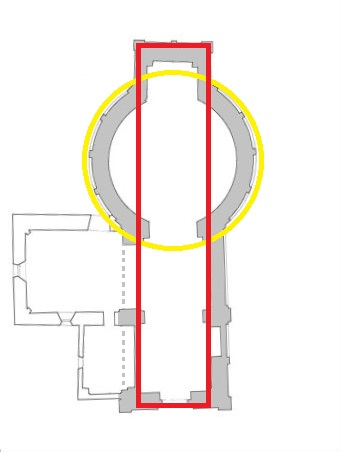
San Salvatore, pianta schematica dell'insieme, in grigio le strutture più antiche.
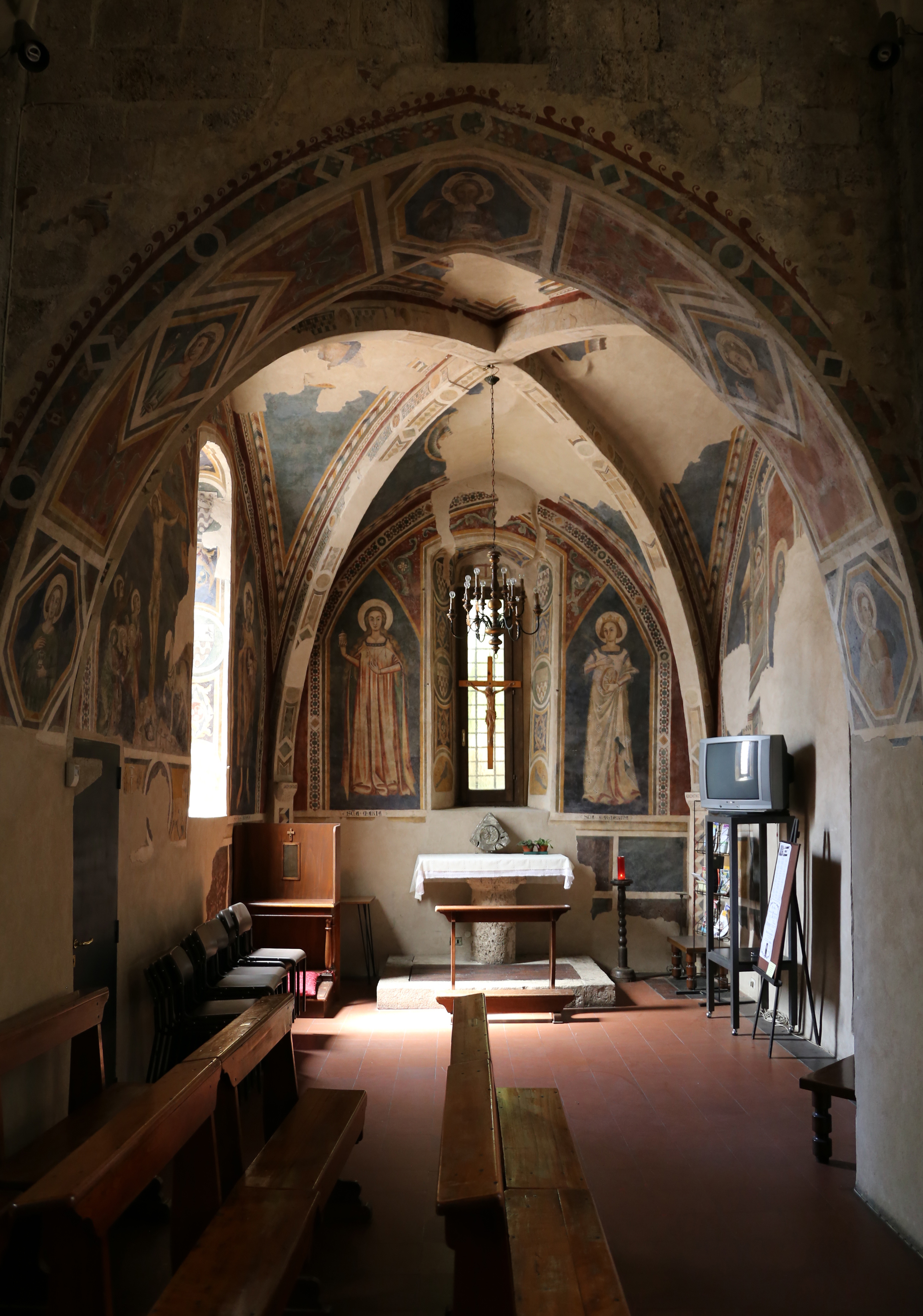
La cappella Manassei
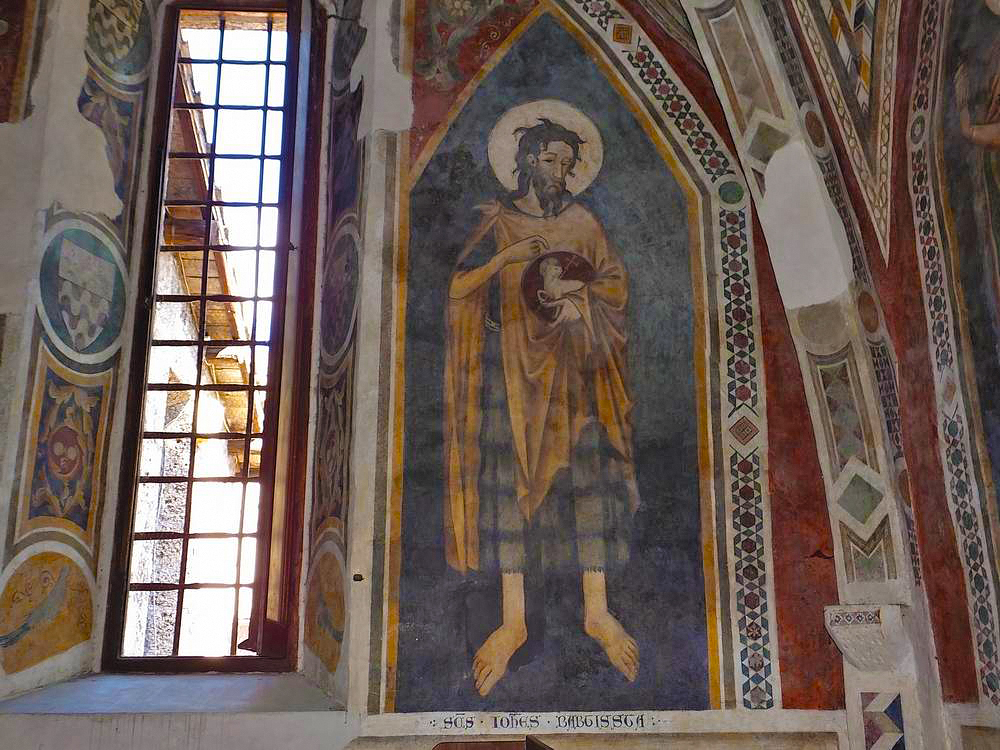
San Giovanni Battista (ignoto autore del '300, dettaglio della cappella Manassei.
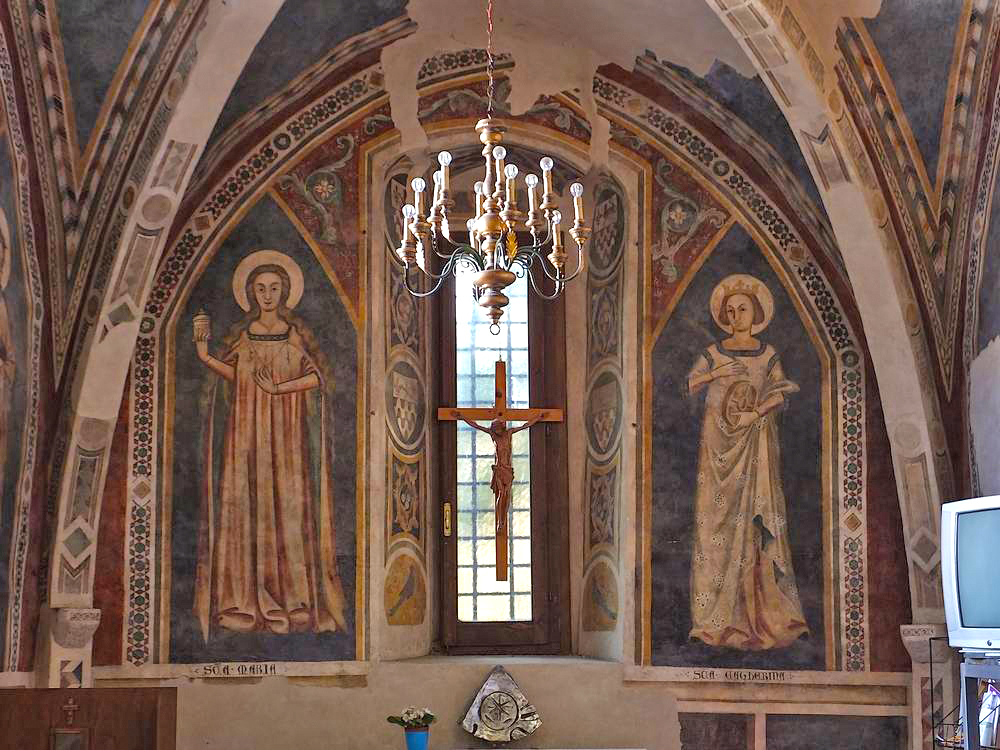
Sante Maria Maddalena e Caterina d'Alessandria (ignoto autore del '300, dettaglio della cappella Manassei.
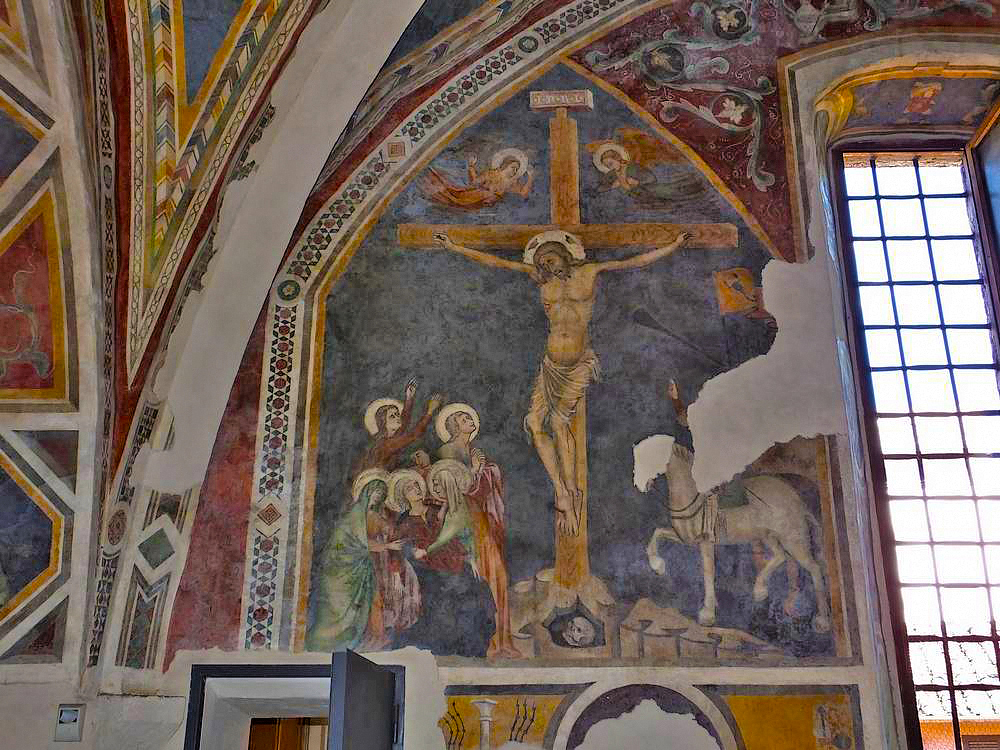
Crocifissione (ignoto autore del '300, dettaglio della cappella Manassei.
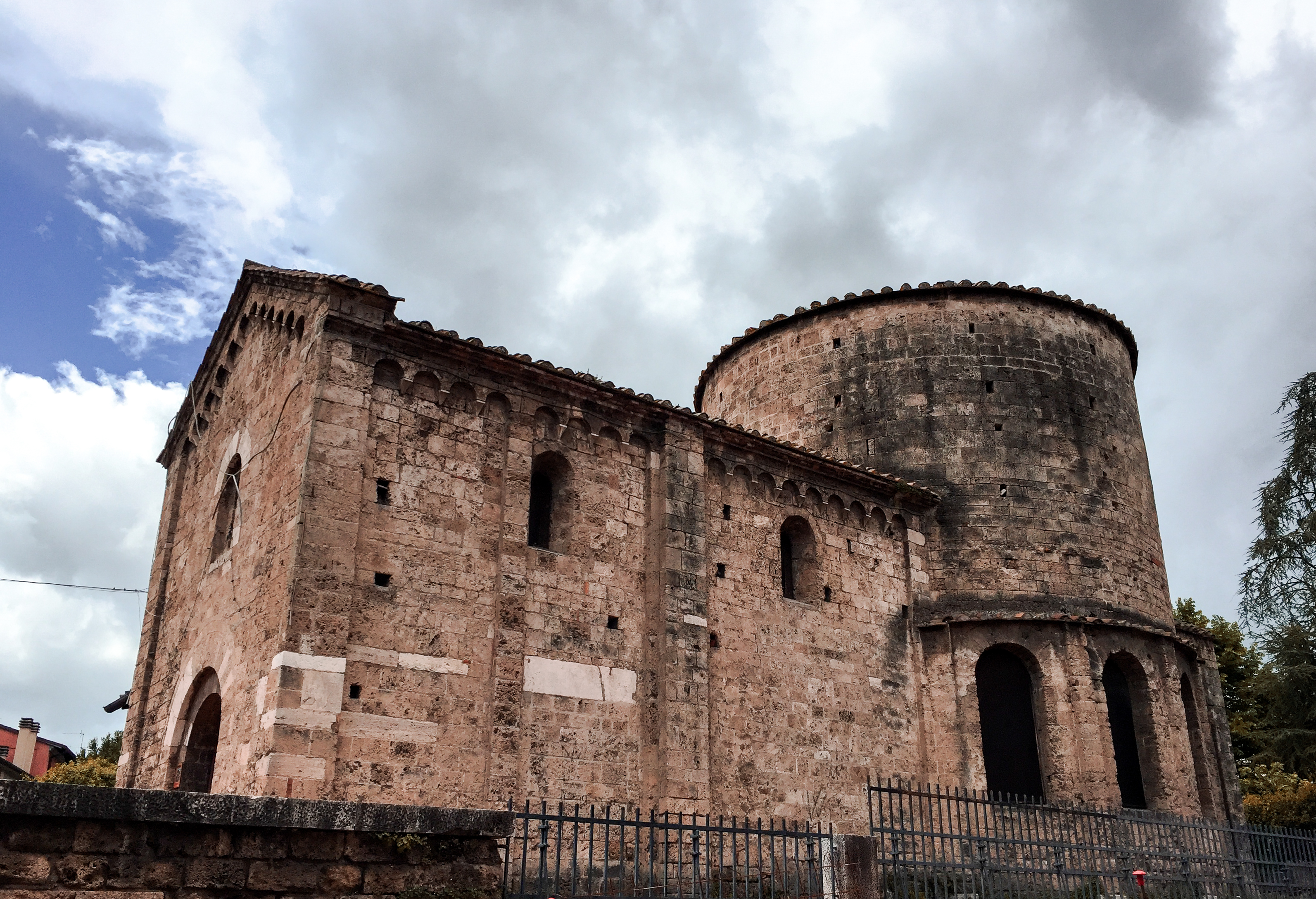
Terni. La chiesa di San Salvatore vista dall'esterno.